# 1440
Il 1440 (MCDXL in numeri romani) è un anno bisestile del XV secolo.

## Eventi
- Il 29 giugno si svolse la battaglia di Anghiari fra i fiorentini di Micheletto Attendolo e Giampaolo Orsini e i milanesi guidati da Niccolò Piccinino; battaglia che fu poi dipinta a Palazzo Vecchio a Firenze da Leonardo da Vinci, dipinto poi perduto per un errore dello stesso pittore, anche se nel 2012 si sono svolti dei lavori per il ritrovamento dell'opera.
- A Gyantse viene eretto il Kumbum.
- La Repubblica fiorentina fissò la data dell'8 dicembre per il Culto della Santissima Concezione a Firenze.
- I soldati sammarinesi parteciparono alla guerra tra montefeltro e malatesta, agli ordini di Federico da Montefeltro.
- Lorenzo Valla, scrisse De falso credita et ementita Costantini donatione.
- Niccolò Cusano redasse Docta ignorantia.
- venne fondato l'impero Monomotapa.

## Nati

### Gennaio
- 22 gennaio - Ivan III di Russia, principe russo († 1505)

### Febbraio
- 13 febbraio - Hartmann Schedel, medico, storico e umanista tedesco († 1514)
- 22 febbraio - Ladislao il Postumo, sovrano († 1457)

### Marzo
- 3 marzo - Cleofe Borromeo Gabrielli, poetessa italiana († 1495)

### Maggio
- 19 maggio - Niccolò Pandolfini, cardinale e vescovo cattolico italiano († 1518)

### Settembre
- 17 settembre - Francesco Berlinghieri, geografo e umanista italiano († 1500)

### Novembre
- 14 novembre - Giuseppe di Volokolamsk, monaco cristiano e religioso russo († 1515)

### Dicembre
- 18 dicembre - Bianca d'Este, nobildonna italiana († 1506)

### Senza giorno specificato
- Ruggero Accrocciamuro, condottiero italiano († 1496)
- Juan Álvarez Gato, poeta spagnolo († 1509)
- Giovanni IV d'Amboise († 1516)
- Giampietro Arrivabene, francescano e vescovo cattolico italiano († 1504)
- Alexander Bening, miniatore fiammingo († 1519)
- Caterina di Borbone-Clermont, nobile francese († 1469)
- Giovanni Brancati, umanista italiano
- Calimerio da Montechiaro, religioso italiano († 1521)
- Paolo da Novi, doge († 1507)
- Giorgio di Challant, religioso francese († 1509)
- Colijn de Coter, pittore olandese († 1522)
- Dionisij, pittore russo
- Raimondo Epifanio, pittore italiano († 1482)
- Stefano Folchetti, pittore italiano († 1513)
- Fernando Gallego, pittore spagnolo († 1507)
- Taddeo Garganelli, religioso italiano
- Giano di Savoia, conte († 1491)
- Giovanni I del Congo, sovrano († 1509)
- Giusto d'Andrea, pittore italiano († 1496)
- Evangelista Gonzaga, militare italiano († 1492)
- Cornelis Hoen, avvocato e teologo olandese († 1524)
- Geremia Lambertenghi, religioso italiano († 1513)
- Lucrezia Landriani, nobildonna italiana
- Leonardo di Gorizia, conte († 1500)
- David Lindsay, I duca di Montrose, politico scozzese († 1495)
- Roberto Malatesta, condottiero italiano († 1482)
- Galeotto Manfredi, condottiero italiano († 1488)
- Jorge Manrique, poeta spagnolo († 1479)
- Colard Mansion, tipografo olandese († 1484)
- Paolo Marsi, umanista italiano († 1484)
- Melchior von Meckau, cardinale e vescovo cattolico tedesco († 1509)
- Giovanni Tommaso Moncada, nobile, politico e militare italiano († 1501)
- Pace di Maso del Bombace, architetto e disegnatore italiano († 1500)
- Pietro Pacini, editore italiano († 1513)
- Giovanni Antonio Panteo, umanista e religioso italiano († 1497)
- Camilla Pio di Savoia, nobile italiana († 1504)
- Raffaele Regio, umanista e filologo italiano († 1520)
- Giovanni Sadoleto, giurista italiano († 1511)
- Samhudi, storico e giurista egiziano († 1506)
- Ginevra Sforza,  italiana († 1507)
- Giorgio Sisgoreo, poeta e umanista italiano († 1509)
- Leo von Spaur, vescovo cattolico austriaco († 1479)
- Sten Sture il Vecchio, sovrano († 1503)
- Bernardo Tesauro, pittore italiano († 1500)
- Pietro Tornabuoni, politico italiano († 1527)
- Nicasius de Voerda, giurista e presbitero belga († 1492)
- Gerhard van Wou († 1527)
- Ieuan Ddu ab Dafydd ab Owain, poeta gallese († 1480)
- Alain I d'Albret, militare e politico francese († 1522)
- Beatriz de Bobadilla, marchesa di Moya, nobile spagnola († 1511)
- Diego Rodríguez de Lucero, religioso spagnolo († 1508)
- Rui de Pina, storico e diplomatico portoghese († 1521)
- Cristoforo de Predis, miniaturista italiano († 1486)
- Gil de Siloé, scultore spagnolo († 1501)
- Domenico del Tasso, scultore italiano († 1508)
- Andrea di Niccolò, pittore italiano († 1514)

## Morti
- 1º gennaio - Irene Gattilusio, imperatrice bizantina
- 6 gennaio - Giovanni I di Merlau, abate tedesco (n. 1360)
- 10 gennaio - Eustache Marcadé, drammaturgo, poeta e teologo francese (n. 1390)
- 14 febbraio - Dietrich di Oldenburg, nobile tedesco (n. 1390)
- 9 marzo - Francesca Romana, religiosa e mistica italiana (n. 1384)
- 20 marzo - Sigismund Kęstutaitis, sovrano lituano (n. 1365)
- 2 aprile - Giovanni Maria Vitelleschi, condottiero e cardinale italiano
- 7 maggio - Federico IV di Turingia, nobile tedesco
- 25 giugno - Guillaume Crespin, ufficiale francese
- 13 settembre - Amedea Paleologa, nobile (n. 1429)
- 20 settembre - Federico I di Brandeburgo, nobile tedesco (n. 1371)
- 23 settembre - Lorenzo il Vecchio, banchiere italiano (n. 1394)
- 29 settembre - Enrico Scarampi, vescovo cattolico italiano
- 12 ottobre - Ginevra d'Este, nobildonna (n. 1419)
- 26 ottobre - Gilles de Rais, generale, criminale e nobile francese
- 13 novembre - Joan Beaufort, contessa di Westmorland, nobile inglese
- Alberico II da Barbiano, nobile e condottiero italiano
- Angelina di Grecia, nobildonna ungherese (n. 1380)
- Hatice Halime Hatun, principessa turca (n. 1410)
- Évrard II de La Marck-Arenberg, nobile francese (n. 1365)
- Johannes Legrant, compositore e cantore francese
- Leone Sforza, condottiero italiano (n. 1406)
- Hans von Sparneck, politico e diplomatico tedesco (n. 1380)

## Calendario
| Calendario 1440 | Calendario 1440 | Calendario 1440 | Calendario 1440 | Calendario 1440 | Calendario 1440 | Calendario 1440 | Calendario 1440 | Calendario 1440 | Calendario 1440 | Calendario 1440 | Calendario 1440 | Calendario 1440 | Calendario 1440 | Calendario 1440 | Calendario 1440 | Calendario 1440 | Calendario 1440 | Calendario 1440 | Calendario 1440 | Calendario 1440 | Calendario 1440 | Calendario 1440 | Calendario 1440 | Calendario 1440 | Calendario 1440 | Calendario 1440 | Calendario 1440 | Calendario 1440 | Calendario 1440 | Calendario 1440 | Calendario 1440 | Calendario 1440 |
| --------------- | --------------- | --------------- | --------------- | --------------- | --------------- | --------------- | --------------- | --------------- | --------------- | --------------- | --------------- | --------------- | --------------- | --------------- | --------------- | --------------- | --------------- | --------------- | --------------- | --------------- | --------------- | --------------- | --------------- | --------------- | --------------- | --------------- | --------------- | --------------- | --------------- | --------------- | --------------- | --------------- |
|                 | 1               | 2               | 3               | 4               | 5               | 6               | 7               | 8               | 9               | 10              | 11              | 12              | 13              | 14              | 15              | 16              | 17              | 18              | 19              | 20              | 21              | 22              | 23              | 24              | 25              | 26              | 27              | 28              | 29              | 30              | 31              |                 |
| Gennaio         | Ve              | Sa              | Do              | Lu              | Ma              | Me              | Gi              | Ve              | Sa              | Do              | Lu              | Ma              | Me              | Gi              | Ve              | Sa              | Do              | Lu              | Ma              | Me              | Gi              | Ve              | Sa              | Do              | Lu              | Ma              | Me              | Gi              | Ve              | Sa              | Do              |                 |
| Febbraio        | Lu              | Ma              | Me              | Gi              | Ve              | Sa              | Do              | Lu              | Ma              | Me              | Gi              | Ve              | Sa              | Do              | Lu              | Ma              | Me              | Gi              | Ve              | Sa              | Do              | Lu              | Ma              | Me              | Gi              | Ve              | Sa              | Do              | Lu              |                 |                 |                 |
| Marzo           | Ma              | Me              | Gi              | Ve              | Sa              | Do              | Lu              | Ma              | Me              | Gi              | Ve              | Sa              | Do              | Lu              | Ma              | Me              | Gi              | Ve              | Sa              | Do              | Lu              | Ma              | Me              | Gi              | Ve              | Sa              | Do              | Lu              | Ma              | Me              | Gi              |                 |
| Aprile          | Ve              | Sa              | Do              | Lu              | Ma              | Me              | Gi              | Ve              | Sa              | Do              | Lu              | Ma              | Me              | Gi              | Ve              | Sa              | Do              | Lu              | Ma              | Me              | Gi              | Ve              | Sa              | Do              | Lu              | Ma              | Me              | Gi              | Ve              | Sa              |                 |                 |
| Maggio          | Do              | Lu              | Ma              | Me              | Gi              | Ve              | Sa              | Do              | Lu              | Ma              | Me              | Gi              | Ve              | Sa              | Do              | Lu              | Ma              | Me              | Gi              | Ve              | Sa              | Do              | Lu              | Ma              | Me              | Gi              | Ve              | Sa              | Do              | Lu              | Ma              |                 |
| Giugno          | Me              | Gi              | Ve              | Sa              | Do              | Lu              | Ma              | Me              | Gi              | Ve              | Sa              | Do              | Lu              | Ma              | Me              | Gi              | Ve              | Sa              | Do              | Lu              | Ma              | Me              | Gi              | Ve              | Sa              | Do              | Lu              | Ma              | Me              | Gi              |                 |                 |
| Luglio          | Ve              | Sa              | Do              | Lu              | Ma              | Me              | Gi              | Ve              | Sa              | Do              | Lu              | Ma              | Me              | Gi              | Ve              | Sa              | Do              | Lu              | Ma              | Me              | Gi              | Ve              | Sa              | Do              | Lu              | Ma              | Me              | Gi              | Ve              | Sa              | Do              |                 |
| Agosto          | Lu              | Ma              | Me              | Gi              | Ve              | Sa              | Do              | Lu              | Ma              | Me              | Gi              | Ve              | Sa              | Do              | Lu              | Ma              | Me              | Gi              | Ve              | Sa              | Do              | Lu              | Ma              | Me              | Gi              | Ve              | Sa              | Do              | Lu              | Ma              | Me              |                 |
| Settembre       | Gi              | Ve              | Sa              | Do              | Lu              | Ma              | Me              | Gi              | Ve              | Sa              | Do              | Lu              | Ma              | Me              | Gi              | Ve              | Sa              | Do              | Lu              | Ma              | Me              | Gi              | Ve              | Sa              | Do              | Lu              | Ma              | Me              | Gi              | Ve              |                 |                 |
| Ottobre         | Sa              | Do              | Lu              | Ma              | Me              | Gi              | Ve              | Sa              | Do              | Lu              | Ma              | Me              | Gi              | Ve              | Sa              | Do              | Lu              | Ma              | Me              | Gi              | Ve              | Sa              | Do              | Lu              | Ma              | Me              | Gi              | Ve              | Sa              | Do              | Lu              |                 |
| Novembre        | Ma              | Me              | Gi              | Ve              | Sa              | Do              | Lu              | Ma              | Me              | Gi              | Ve              | Sa              | Do              | Lu              | Ma              | Me              | Gi              | Ve              | Sa              | Do              | Lu              | Ma              | Me              | Gi              | Ve              | Sa              | Do              | Lu              | Ma              | Me              |                 |                 |
| Dicembre        | Gi              | Ve              | Sa              | Do              | Lu              | Ma              | Me              | Gi              | Ve              | Sa              | Do              | Lu              | Ma              | Me              | Gi              | Ve              | Sa              | Do              | Lu              | Ma              | Me              | Gi              | Ve              | Sa              | Do              | Lu              | Ma              | Me              | Gi              | Ve              | Sa              |                 |